# Marià Obiols i Tramullas
Marià Obiols i Tramullas (Barcelona, 26 de setembre de 1809 - Barcelona, 11 de desembre de 1888) fou compositor d'òperes i director del Conservatori Superior de Música del Liceu de 1847 fins a la mort.

## Biografia
Fou fill de Josep Antoni Obiols i d'Eulàlia Tramullas i Castellvell (1775-1862). La mare fou filla de Manuel Tramullas (també escrit Tramulles, 1715-1791), director de l'Acadèmia de les Belles Arts de Barcelona i neboda del pintor Francesc Tramulles i Roig. Després d'estudiar solfeig i violí amb Joan Vilanova, i, fent tant ràpids progressos, Marià Obiols es retirà del comerç al que els seus pares l'havien destinat; prengué lliçons d'harmonia amb Arbós i Saldoni, i emprengué l'estudi de la composició amb el mestre Ramon Vilanova, tant profitosament, que aquest li encarregà la composició dels Kyries de la seva coneguda Missa pastoril. Després d'haver donat a conèixer en un concert diverses peces musicals i instrumentals, fruit dels seus estudis amb aquell mestre va marxar a Itàlia el 1831 a perfeccionar-se en els de composició al costat dels grans mestres d'aquell país. Proveït d'excel·lents recomanacions on va tenir com a mestre a Saverio Mercadante, el qual l'inicià en els secrets de l'art de compondre i de dirigir una orquestra; Obiols acompanyà a Mercadante en els seus viatges per Itàlia, França i Alemanya, i al seu costat va conèixer els cèlebres mestres Rossini, el qual li donà savis i útils consells; Donizetti, Meyerbeer, Auber, Boïeldieu, Carafa, Habeneck i d'altres.
Tornat a Itàlia fou nomenat repetidor da l'Escola de Música de Novara. El 1837 donà a conèixer la seva primera òpera a la Scala de Milà Odio ed amore, escrita sobre un llibret de Felice Romani, i representada després sempre amb el mateix èxit de públic, en els teatres de Torí, Novara i Brescia. Aquest és l'únic títol líric escrit per un català estrenat a la capital llombarda.
De retorn a Barcelona, va ser nomenat director del Conservatori de Música del Liceu Barcelonès, i després director general de música del mateix teatre, quan es va inaugurar el 4 d'abril de 1847. Per aquell acte va escriure la cantata Il Reggio Imene, al·lusiva a les noces d'Isabel II, amb text de Joan Cortada i Sala. Posteriorment també hi va estrenar el 28 de gener de 1874 Editta di Belcourt, òpera en quatre actes, amb lletra de Francesc Forns de Casamajor, que va obtenir un brillant èxit en les poques representacions que se'n van donar, i en què es veuen reunides les qualitats característiques de l'autor, fidel sempre als principis de l'escola en què va rebre la seva educació. La seva tercera òpera fou Laura Debellan. També va escriure diversos arranjaments d'òperes representades al Liceu, així com duets i números afegits per a aquelles representacions.
A més de les obres citades anteriorment va compondre: dos rondós; quatre àries; una romança per a baix (Il solitario), un tercet buf, un cor per a Don Juan Tenorio, Canto a los valientes marinos del Pacifico, a Cristobal Colón, a Clavé, Cantata à Isabel II, tres himnes, moltes peces per a comèdies i òperes, representades a Barcelona, entre elles: Il ritorno, L'osteria del Leoprado, Lo Fattischiera; La Studente, La Stella di Lelia, una Elegia à Tresserra, un concertante per a veus i orquestra, etc,.
En música sacra se li deuen: dues misses; un salm a cinc parts; Benedictus i un Himne à Sant Joan, amb acompanyament d'orquestra; La Passió, un cor a quatre parts dues peces concertats, amb acompanyament de diversos instruments: Missa, a tres parts. Angelus, a diverses veus i orgue: Cant a Santa Cecília, Pregària a la Verge, i Homenatge a la Concepció, per a soprano amb acompanyament d'harmònium; Ave Maris Stella, amb acompanyament de piano. Cant a la Verge de Montserrat, Pregària, dues Salves, etc,.
A més, va compondre: 27 romances, melodies i àries, sis duettinos, dos tercettinos, quatre cuarttetinos, cors concertants, simfonies, obertures; això pel que respecta a la música di càmera i instrumental. Pels alumnes del Conservatori d'Isabel II de Barcelona, la direcció del qual desenvolupà des de la seva creació, va escriure: un Mètode, un Suplement, 6 solfeigs difícils, 15 solfeigs a solo, 34 solfeigs a dues parts, 4 solfeigs a cinc, sis, set i vuit parts, i 11 solfeigs concertants.